# Astragalus koulehensis
Astragalus koulehensis es una especie de planta del género Astragalus, de la familia de las leguminosas, orden Fabales.

## Distribución
Astragalus koulehensis se distribuye por Irán.

## Taxonomía
Fue descrita científicamente por Podlech. Fue publicada en Taxon. Rev. Gen. Astragalus L. (Leguminosae) Old World 1: 571 (2013).